# 로지 헌팅턴화이틀리
로지 앨리스 헌팅턴 휘틀리(영어: Rosie Alice Huntington-Whiteley, 1987년 4월 18일 ~ )는 잉글랜드의 모델, 배우, 패션 디자이너, 사업가이다. 그녀는 이전에는 란제리 브랜드 빅토리아 시크릿의 전속 모델인 엔젤로서 활약하였고, 2011년 마크&스펜서와 함께 버버리의 향수 브랜드 'Burberry Body'의 얼굴로 유명하며, 가장 최근에는 데님 전문 패션 브랜드인 페이지와의 콜라보레이션을 했다.
연기를 시작하면서 그녀는 트랜스포머 시리즈의 세 번째 편인 2011년 영화 《트랜스포머 3》와 2015년 영화 《매드 맥스: 분노의 도로》에서 출연했다.

## 성장 과정
헌팅턴-휘틀리는 1987년 4월 18일, 잉글랜드 데번주 플리머스에서 피트니스 강사인 어머니 피오나(결혼전 성씨는 잭슨)와 공인부동산감정사의 아버지 찰리의 장녀로 태어났다. 형제로는 여동생 플로렌스와 남동생 토비가 있다. 그녀는 데본 주 타비스톡 근처의 농장에서 성장했다. 아버지의 증조부인 에릭 헌텅턴-휘틀리는 사대부 가문 출신으로 공군 중령이였으며, 조지 휘틀리, 첫 번째 바론 마챔리의 조카이자 정치인 보수당 소속의 정치인이자 준남작 허버트 헌텅턴-휘틀리의 아들이였다. 에릭의 아내인 로지의 증조모인 이너드 칸은 1870년대에 영국으로 이주한 폴란드계 유대인 출신이다. 로지의 친할머니진 질리언 또한 유대인 출신으로 서섹스 주의 저명한 외과의인 제이콥 프랭크의 딸이다.
타비스톡 칼리지에서 교육을 받은 그녀는 이후 작은 가슴, 이중성씨, 크고 두꺼운 입술을 가졌다는 이유로 놀림을 당하고 괴롭힘을 당했다고 밝혔다.

그녀는 데이비드 레터맨과의 인터뷰에서 말했듯이 담배를 피웠다.
| “ | 모델 에이전시에서 일자리를 구한 뒤에 일주일 동안 커피를 마시고, 전화를 들고 담배를 피우고 오전 11시에 와인을 마셨다. 정말 굉장했다. | ” |

2012년을 마지막으로 담배를 피웠고, 그 이후로 담배를 끊었다.

## 경력

### 모델링
15세 학생이었던 그녀는 런던 웨스트 엔드에 있는 모델 프로필 대행사에서 업무 경험을 쌓은 후 GCSE를 받았다. 2003년 여름 16세에 학교를 졸업한 후 계약을 한 그녀의 첫 모델링 작업은 리바이스 청바지 광고 캠페인였다. 2004년 1월, 틴 보그와의 뉴욕으로 여행을 떠났을 때 처음으로 큰 휴식을 취했다. 그녀는 이후 2004년 봄시즌에 뉴욕에서 나오미 캠벨과 함께 패션 쇼 데뷔를 했고, 브루스 웨버가 촬영한 아베크롬비앤피치 광고 캠페인에 출연했다.
2006년 초 미국의 란제리 브랜드 빅토리아 시크릿의 로스앤젤레스에서 열린 패션 쇼에 데뷔했다.

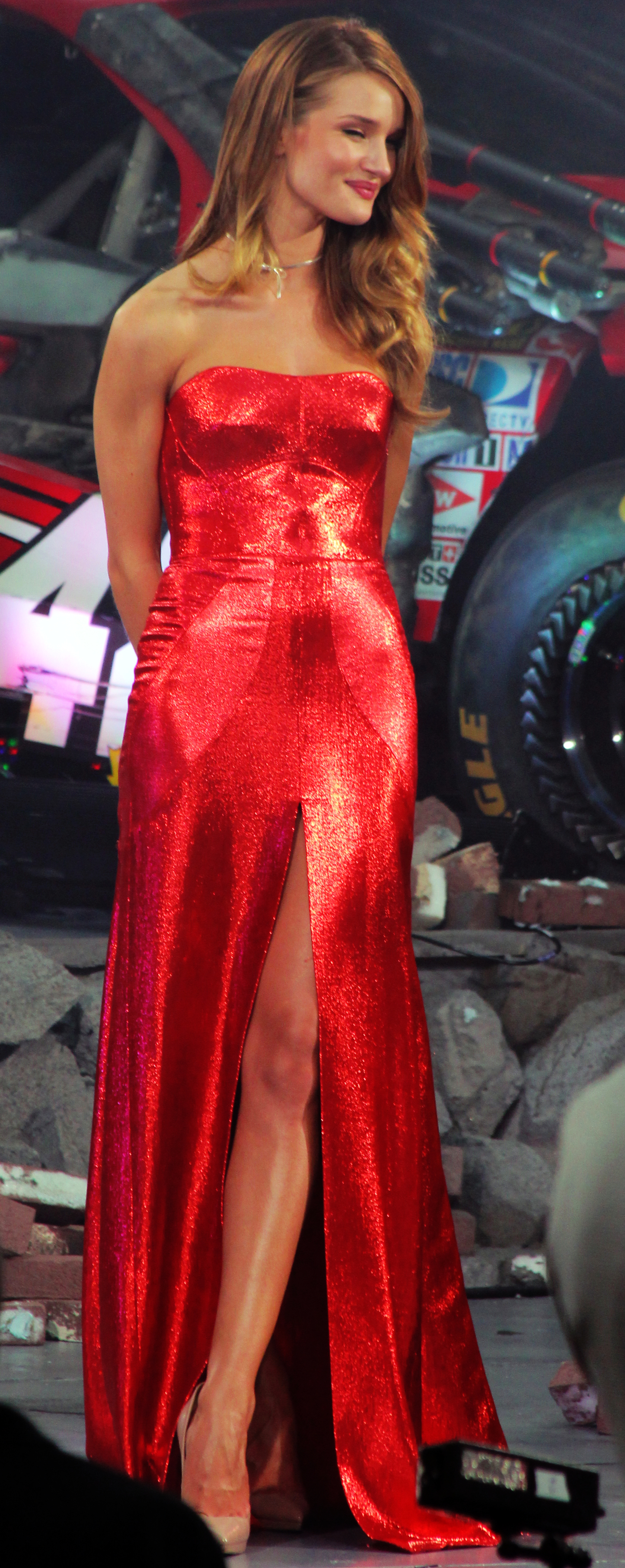
2011년 영화 《트랜스포머 3》 프리미어에서 헌팅턴-휘틀리

헌팅턴-휘틀리는 2008년까지 패션 업계 밖에서 알려지지 않았다. 그녀는 최고 크리에이티브 디렉터인 크리스토퍼 베일리가 캐스팅한 버버리의 가을/겨울 캠페인에 아기네스 딘을 대체하여 샘 라일리와 함께 출연했다. 그녀는 보그 영국판 2008년 11월호에서 영국 모델을 기념하는 에덴 클락과 조단 던과 함께 표지를 찍었다. 다음 해 그녀는 카렌 밀렌의 2009년 봄/여름 광고 캠페인의 얼굴로 등장했다. 그녀는 발렌타인 데이를 잊은 남자친구를 응징하는 여자를 연기하는 역할로 란제리 고급 브랜드 아장 프로보카퇴르의 단편 영화에 출연했다. 2009년 가을/겨울에는 고디바와 미스 식스티의 광고 캠페인에 출연했다. 2010년 2월, 헌팅턴-휘틀리는 공식적으로 빅토리아 시크릿과 전속 계약을 체결하며, 엔젤이 되었다. 2010년까지 패션 쇼의 런웨이 무대에 올랐다. 하지만 그녀는 다음 해에 쇼에 참석하지 않겠다고 밝혔고, 이후 "모델이 가진 짧은 커리어 생활을 잘 알고 있기에, 다른 기회를 추구하기 위해 빅토리아 시크릿을 떠났다고 말했다.
2010년에 그녀는 테리 리처드슨이 촬영한 피렐리 캘린더에서 누드 포즈를 취했다. 또한 밀라노 패션 위크에서 프라다와 파리 패션 위크에서 자일스 디콘의 런웨이 무대에 올랐다. 2010년 봄/여름 시즌의 광고 캠페인에는 몬순의
첫 번째 란제리 라인, 토마스 와일드, 풀써클과 VS 온라인이 포함되고 있다. 그녀는 하퍼스바자 러시아판과 GQ 영국판의 커버에 등장했다. 그녀는 핀업 걸로 스타일링한 LOVE Magazine 9월호 표지를 찍었다. 또한 버버리의 첫 번째 뷰티 라인인 가을/겨울 시즌의 광고 캠페인 모델로 발탁되었다. 그녀의 다른 광고 캠페인에는 토마스 와일드와 레온 맥스가 포함되어 있다.
2011년 3월, 헌팅턴-휘틀리는 처음으로 보그 영국판 표지를 단독으로 촬영하였으며, 엘르와 GQ 영국판 표지에 등장했다. 그녀는 2011년 7월 버버리의 최신 향수인 'Burberry Body'의 얼굴이 되었다. 2013년 헌팅턴-휘틀리는 마크&스펜서 크리스마스 광고에서 헬레나 본햄 카터와 데이비드 간디와 함께 출연했다. 그녀는 호주 화장품 브랜드 모델코의 얼굴로도 발표되었다.
2014년 페이지는 다가오는 2015년 봄 광고 캠페인의 홍보대사로 헌팅턴-휘틀리를 발탁했다. 2017년 2월, 페이지는 'Rosie HW x PAIGE'라는 봄 시즌용 17개 캡슐 컬렉션에 대해 헌팅턴-휘틀리와의 첫 디자인 협업을 시작했다. 이후 20개로 구성된 가을 컬렉션이 이어졌다.
그녀는 이후 지방시, 버버리, 오스카 드 라 렌타, 발렌티노, 마이클 코어스, 로베르토 카발리, 발망, 루이비통, 디스퀘어드21, 배즐리미슈카, 블루마린, 마르케사, 비비안 탐, 베르사체, 베라 왕, 벳시 존슨, 알베르타 페레티과 모스키노 등 디자이너들의 런웨이에 섰다.
캠페인 광고에서도 돌체앤가바나, 버버리, 니라브 모디, 랄프로렌, DKNY, 에스카다, 레온 맥스, 프라발 구룽, 발망, 로에베, 불가리, 타미힐피거, BCBG, 토마스 와일드, 크리니크, 스포츠맥스, 탑샵, 마크&스펜서, 빅토리아 시크릿, 프렌치 커넥션, 리바이스, 메이시스와 블루밍데일스 등에 출연했다.

### 연기 경력
2010년 5월, 헌팅턴-휘틀리가 메간 폭스를 대체하는 《트랜스포머 3》의 새로운 여주인공이 될 것이라고 발표되었으며, 영화는 2011년 6월 29일 공개되었다. 그녀는 이전에 영화 감독인 마이클 베이와 빅토리아 시크릿 광고에서 작업한 적이 있다. MTV의 NextMovie.com 은 그녀를 "2011년 주목할만한 인기 스타"중 하나로 선정했다. 영화 개봉 전에 그녀는 2011 시네마콘 어워드에서 "내일의 여성 스타" 상을 수상했다.
이전에 출연한 트랜스포머에선 대체적으로 혹평을 받았던 헌팅턴-휘틀리는 2015년 5월에 개봉한 영화 《매드맥스: 분노의 도로》에서 두 번째 연기에 도전했다. 그녀는 임모탄 조의 다섯 아내 중 한 명인 스플랜디드를 연기하였다.

## 사생활
2010년부터 배우 제이슨 스테이섬과 교제해오고 있다. 2016년 1월, 그녀의 대리인에 의하면 두 사람은 약혼했다고 확인되었다.
2017년 6월에 두 사람의 첫 아이이자 아들 잭 오스카 스테이섬이 태어났다.

## 출연 작품

### 영화
| 연도 | 제목                   | 역할        | 비고 |
| ---- | ---------------------- | ----------- | ---- |
| 2009 | 러브 미 텐더...올 엘스 | 소녀        |      |
| 2011 | 트랜스포머 3           | 칼리 스펜서 |      |
| 2015 | 매드맥스: 분노의 도로  | 스플렌디드  |      |

## 저서
- Rankin Photography: Ten Times Rosie. London: The Full Service, 2010. ISBN 978-0-9563-1555-7.

## 수상 및 후보
| 연도 | 시상식                 | 부문                                     | 작품                  | 결과 |
| ---- | ---------------------- | ---------------------------------------- | --------------------- | ---- |
| 2009 | 엘르 스타일 어워드     | 올해의 모델상                            | 자신                  | 수상 |
| 2011 | 글래머 어워드          | 에디터스 특별상                          | 자신                  | 수상 |
| 2011 | 가이스 초이스          | Our New Girlfriend                       | 자신                  | 수상 |
| 2011 | 시네마콘 어워드        | 미래의 여자스타상                        | 자신                  | 수상 |
| 2011 | 틴 초이스 어워드       | 초이스 무비 여자배우: 썸머               | 트랜스포머 3          | 후보 |
| 2012 | 골든 래즈베리상        | 최악의 여우조연상                        | 트랜스포머 3          | 후보 |
| 2012 | 골든 래즈베리상        | 최악의 영화 커플상 (with 샤이아 라보프)  | 트랜스포머 3          | 후보 |
| 2012 | 엘르 스타일 어워드     | 탑 스타일 아이콘상                       | 자신                  | 수상 |
| 2014 | 올해의 하퍼스바자 여성 | 올해의 모델상                            | 자신                  | 수상 |
| 2015 | 엘르 스타일 어워드     | 올해의 모델상                            | 자신                  | 수상 |
| 2016 | 올해의 하퍼스바자 여성 | 올해의 비지니스 여성상                   | 자신                  | 수상 |
| 2016 | 골드 더비 어워드       | 최우수 앙상블 캐스트상 (출연진들과 함께) | 매드맥스: 분노의 도로 | 후보 |